# 犬走比佐乃
犬走比佐乃（いぬばしり ひさの）は、東京都出身のスタイリストでファッションコーディネーターである。

## 経歴
富士見高等学校から文化女子大学短期大学部被服専攻科を卒業し、SUNデザイン研究所に入社。主にファッションショーのスタイリストとして高田賢三、サン・ローラン、クリスチャン・ディオール等のショーの制作に携わる。1985年、SUNデザイン研究所より独立し、フリーランスのスタイリストとしてファッション全般の広告、雑誌関係の仕事を中心に、セミナー、トークショー等でも活動している。

## 関わった主な作品

### 広告(CM・写真)
- 花王『ブローネ』(高島礼子)
- グリコ『牧場しぼり』(石原さとみ)
- ロート製薬 (深田恭子)
- エイボン化粧品 (賀来千香子)

### テレビ番組
- フジテレビ『ロングバケーション』(稲森いずみ) 1996/4〜6月
- フジテレビ『ラブジェネレーション』(松たか子) 1997/10〜12月
- フジテレビ『ニュースの女』(鈴木保奈美) 1998/1〜3月
- 日本テレビ『フードファイト』(深田恭子) 2000/4〜6月
- TBSテレビ『ストロベリー・オンザ・ショートケーキ』(深田恭子) 2001/10〜12月
- TBSテレビ『First Love』(深田恭子) 2002/4〜6月
- フジテレビ『非婚家族』(鈴木京香 、米倉涼子) 2002/7〜9月
- TBSテレビ『フレンズ』(日韓共同制作ドラマ) (深田恭子) 2002/4月

## 雑誌関係
- 小学館『Oggi』(創刊時の表紙撮影1年間 1991年)
- 小学館『 Precious』 (ファッションページのスタイリング)
  - ※(2007/1月より『Precious』の専属スタイリストとして契約)
- 帝国ホテル インペリアル『日比谷スタイル』の企画およびスタイリング

## セミナー・トークショー
- 新宿伊勢丹 婦人服部主催セミナー 2003/6〜
- 新宿髙島屋 婦人服部主催セミナー 2002/12〜
- 銀座三越 婦人服部主催セミナー 2003/4〜
- 杉野学園ドレスメーカー学院 スタイリスト科講師 2001/4〜

## テレビ出演
- TBSテレビ「ジャスト」 (奥様変身コーナー担当)
- ショップチャンネル『アクタークローゼット』企画、出演

## 著書
- 「大人のおしゃれのエッセンス」-美しいブルーは5歳若く見える- 講談社 2014/2